# Кагеяма Масанага
Масанага Кагеяма (яп. 影山雅永, нар. 23 травня 1967, Івакі) — японський футболіст, що грав на позиції захисника. По завершенні ігрової кар'єри — тренер. З 2017 року очолює тренерський штаб молодіжної збірної Японії.

## Ігрова кар'єра
Народився 23 травня 1967 року в місті Івакі. Грав у футбол в Цукубському університеті. У дорослому футболі дебютував 1990 року виступами за команду клубу «Фурукава Електрік» (пізніше — «ДЖЕФ Юнайтед»), в якій провів чотири сезони, взявши участь у 84 матчах чемпіонату. Більшість часу, проведеного у складі «ДЖЕФ Юнайтед», був основним гравцем команди.
Протягом сезону 1995 року знаходився у структурі клубу «Урава Ред Даймондс», але не заграв і наступного року став виступати за команду «Бруммель Сендай» у другому дивізіоні, де і закінчив кар'єру по закінченні сезону 1996 року.

## Кар'єра тренера
По завершенні ігрової кар'єри почав працювати у штабі Федерації футболу Японії, зокрема відповідаючи за перегляд суперників збірної в рамках відбору, а потім і фінальної частини чемпіонату світу 1998 року. Згодом входив до тренерського штабу клубу «Санфречче Хіросіма», де пропрацював з 2001 по 2005 рік.
Розпочав самостійну тренерську кар'єру 2006 року, ставши головним тренером збірної Макао, покинувши посаду по завершенні 2007 року. Згодом протягом 2008 року очолював тренерський штаб юнацької збірної Сінгапуру, якою керував на юнацькому (U-16) Кубку Азії в Узбекистані, але його команда провально виступила, програвши всі три гри у групі з різницею голів 1:14.
2009 року увійшов до тренерського штабу Сатосі Тедзуки в клубі «Фаджіано Окаяма», а 2010 року, після уходу Тедзуки, Масанага стам став головним тренером команди, пропрацювавши п'ять сезонів у другому дивізіоні.
З 2017 року очолює тренерський штаб молодіжної збірної Японії, з якою вийшов на молодіжний чемпіонат світу 2019 року в Польщі.